# Капцова Ніна Олександрівна
Ніна Олександрівна Капцова (нар. 16 жовтня 1978, Ростов-на-Дону, СРСР) — російська артистка балету, прима-балерина Большого театру Росії. Заслужена артистка Росії (2010).
Світову славу Капцовій принесли лірико-драматичні партії в балетах «Жизель», «Спартак», «Сильфіда», «Лускунчик», «Спляча красуня», «Ромео і Джульєтта».

## Життєпис
Ніна Капцова народилась 1978 року, а вже у 5 років мріяла танцювати Чорного лебедя в «Лебединому озері». Займалася балетом спочатку в гуртку, а потім з 1988 року в Московській державній академії хореографії. Першим її педагогом стала Людмила Олексіївна Коленченко, потім Лариса Валентинівна Доброжан, а на останніх двох курсах Софія Миколаївна Головкіна, народна артистка СРСР, професорка, ректорка академії.
У 1991—1992 роках Ніна Капцова стала наймолодшим стипендіатом міжнародної благодійної програми «Нові імена», отримавши її разом з Миколою Цискарідзе та Дмитром Бєлоголовцевим. У 1994—1995 роках — стала наймолодшим лауреатом цієї програми. У 1996 році була стипендіатом Олімпійського комітету Росії.
На першому курсі танцювала па-де-де з балету «Марна обережність» Олександра Горського з випускником Денисом Медведєвим, на другому курсі — па-де-де з балету «Лускунчик» Василя Вайнонена з випускником Сергієм Васюченко і на третьому, випускному курсі, — па-де-де з балету «Коппелія» Олександра Горського разом з однокурсником Андрієм Болотіним.
Після закінчення академії з червоним дипломом у 1996 році була прийнята до складу трупи Большого театру, де її педагогом-репетитором стала професорка, народна артистка СРСР Марина Кондратьєва. У листопаді 1997 року вперше станцювала варіацію в гран па в балеті «Раймонда».
У 1999 році вперше станцювала Машу в балеті «Лускунчик», присвяченому 90-річчю Симона Вірсаладзе. За цю роль Капцова висувалася на здобуття призу «Benois de la dance». Того ж року співачка дебютувала в головній партії в балеті «Анюта». З сезону 2009—2010 року її педагогом-репетитором є професор, народна артистка Росії Ніна Семізорова.
У 2000 році Ніна Капцова стала дипломантом призу «Benois de la dance» за роль Марії у балеті Юрія Григоровича «Лускунчик». У 2001 році нагороджена відзнакою Міністерства культури Росії «За досягнення в культурі». У 2010 році присвоєно звання «Заслужена артистка Російської Федерації».
28 жовтня 2011 року виступала на урочистому концерті, присвяченому відкриттю після реставрації історичної сцени Большого театру («Танго» із «Золотого Століття»). З 19 листопада 2011 року — прима-балерина Большого театру.
Під час гастролей Большого театру по США в травні 2012 року Сванільда у виконанні Капцової («Коппелія») викликала одностайний захват серед американських балетних критиків.
У 2017 році стала дипломантом призу «Benois de la dance» за партію в балеті «Зовсім недовго разом» на музику М. Ріхтера і Л. ван Бетховена (хореографія П. Лайтфута і С. Леон)
Балерина віддає перевагу яскравим, демонічним ролям, цікавим акторським завданням вважає втілення на сцені негативних образів, персонажів, органіка яких побудована на протиріччях з її ніжною ліричною і романтичною натурою.

## Родина
Ніна Капцова одружена піаністом Олексієм Мелентьєвим, концертмейстером Большого театру. В лютому 2014 року вона народила дочку Єлизавету.

## Творчість

### Репертуар
Чудовий, тонкий майстер Ніна Капцова. Балерина-фея, балерина-амур, її дар об'ємний, сценічні створення відзначені художницькою та людською зрілістю, експресивністю і особливим шармом. Чистота танцю для неї - лише засіб, а не самоціль. Володіння технікою народжує відчуття свободи і гармонії. Римована, подібно баладі, поетична пластика оповідає про сонячний день, щастя взаємної любові, вільний політ душ. Але при цьому зберігає і стримуваний страх згубних розставань.
Головні партії в багатоактних балетах

- Марі в балеті «Лускунчик» Петра Чайковського, хореографія Ю. М. Григоровича (1999)
- Анюта в балеті «Анюта» Валерія Гавриліна, хореографія Володимира Васильєва (1999)
- Принцеса Аврора у балеті «Спляча красуня» Петра Чайковського, редакція Ю. М. Григоровича (2000)
- Ліза в балеті «Марна обережність» Л. Герольда, хореографія Ф. Аштона (2002). Перша виконавиця у Большому театрі три прем'єри поспіль.
- Сильфіда в балеті «Сильфіда» Х. Левенскольда, хореографія Августа Бурнонвіля (2002) і нова хореографія Й. Кобборга (2008)
- Зіна в балеті «Світлий струмок» Дмитра Шостаковича, хореографія Олексія Ратманського (2004)
- Фрігія в балеті «Спартак» Арама Хачатуряна, хореографія Ю. М. Григоровича (2004)
- Олена в балеті «Сон в літню ніч» Ф. Мендельсона-Бартольді та Д. Лігеті, хореографія Джона Ноймаєра (2004). Перша виконавиця у Большому театрі
- Рита в балеті «Золотий доба» Д. Шостаковича, хореографія Ю. Мвіек. Григоровича (2006)
- Жизель у балеті «Жізель» Адольфа Адана, редакція Ю. М. Григоровича (2006)
- Ширін в балеті «Легенда про любов» А. Мелікова, хореографія Ю. М. Григоровича (2006)
- Есмеральда в однойменному балеті Цезара Пуні, хореографія Маріуса Петіпа, постановка і нова хореографія Ю. Бурлаки та В. Медведєва (2009)
- Джульєтта в балеті «Ромео і Джульєтта» Сергія Прокоф'єва, хореографія Ю. М. Григоровича (2010)
- Сванільда в балеті «Коппелія» Л. Деліба, хореографія М. Петіпа та Е. Чекетті, постановка і нова хореографічна редакція С. Віхарєва (2011)
- Коралі в балеті «Втрачені ілюзії» П. Десятникова в постановці А. Ратманського (2011)
- Принцеса Флоріна в балеті «Спляча красуня» в новій хореографічній редакції Юрія Григоровича — перша виконавиця (2011)
- Принцеса Аврора у балеті «Спляча красуня» в нової хореографічної редакції Юрія Григоровича (2011)
- Кітрі в балеті «Дон Кіхот» Л. Мінкуса в редакції А. Фадеєчева (2012). Дебют відбувся під час гастролей Большого театру в Оттаві (Канада)
- Анастасія («Іван Грозний» на музику С. Прокоф'єва, хореографія Ю. Григоровича)
- Чистюля («Мойдодир» Є. Подгайца в постановці Ю. Смекалова) — перша виконавиця
- Тетяна («Онєгін» на музику П. Чайковського, хореографія Дж. Кренко)
- Маргарита Готьє («Дама з камеліями» на музику Ф. Шопена, хореографія Дж. Ноймаєра
- Б'янка («Приборкання норовливої» на музику Дмитра Шостаковича, хореографія Ж.-К. Майо)
- Мері («Герой нашого часу» В. Демуцького, частина «Княжна Мері», хореографія Ю.Посохова, режисер К. Серебренніков)

Головні партії в одноактних балети

- Муза в балеті на музику С. Рахманінова, хореографія Л. Лаврівського (1998)
- Дама серця в балеті «Фантазія на тему Казанови» В. А. Моцарта, хореографія Л. Лаврівського (1999)
- Солістка в балеті «Моцартіана» на музику П. І. Чайковського, хореографія Дж. Баланчина (2000)
- Солістка в балеті «Післяполудневий відпочинок фавна» на музику Клода Дебюссі, хореографія Дж. Роббінса (2001)
- «Тарантела». Балет Дж. Баланчина на музику Л. М. Готшалька (2004)
- «Па де де Чайковського». Балет Дж. Баланчина на музику П. І. Чайковського (2004)
- Легковажність в балеті «Передвістя» на музику П'ятої симфонії П. І. Чайковського, хореографія Леоніда М'ясіна (2005)
- Солістка в балеті «Гра в карти» на музику Ігоря Стравінського, хореографія А. Ратманського (2006)
- Учениця в балеті Жоржа Делерю «Урок», хореографія Ф. Фліндта (2007)
- Пристрасть у балеті «Передвістя» П. І. Чайковського, хореографія Л. Ф. М'ясіна (2009)
- Ліза в балеті «Пікова дама» П. І. Чайковського, хореографія Ролана Петі (2009)
- Балерина в балеті «Петрушка» І. Стравінського, хореографія Михайла Фокіна, нова хореографічна редакція С. Віхарєва (2010)
- провідна партія в «Рубінах» (дві частини балету «Коштовності») на музику І. Стравінського (хореографія Дж. Баланчина)
провідна партія «Смарагдах» (одна частина балету «Коштовності») на музику Р. Форе (хореографія Дж. Баланчина)
- провідна партія «Діаманти» на музику П. Чайковського (хореографія Дж. Баланчина) —дебютувала на гастролях Большого театру в Гонконзі

Інші значні партії

- Амур в балеті «Дон Кіхот»
- Перше па де труа. Балет Дж. Баланчина «Агон». Перша виконавиця
- Друге па де труа. Балет Дж. Баланчина «Агон»
- Джампе в балеті «Баядерка»
- Принцеса Флоріна в балеті «Спляча красуня»
- Па де скляв (учасниця прем'єри) і Гюльнара в балеті «Корсар»
- Аделіна і Мірей де Пуатьє в балеті «Полум'я Парижа»
- Неаполітанська наречена і ровесниці принца в балеті «Лебедине озеро»

Інші значні партії поза Большим театром

- Одетта-Одиллія в балеті «Лебедине озеро»
- «Бачення троянди»

Головні ролі в інших театрах
- Татарський державний академічний театр опери та балету імені М. Джаліля. (Міжнародний фестиваль класичного балету імені Рудольфа Нурієва, м. Казань)
  - Анюта (2002)
  - Принцеса Аврора (2008)
  - Коппелія (2011)

- Краснодарський музичний театр
  - Жизель (2008)
  - Принцеса Аврора — 2008 (прем'єра)

- ГАТОБ імені Абая (Міжнародний фестиваль оперного та балетного мистецтва, Алма-Ата)
  - Джульєтта (2011)

- Московський обласний державний театр «Російський балет»
  - Принцеса Аврора (2006)

- Московський музичний театр імені Станіславського і Немировича-Данченка
  - Жизель (2010)

### Гастролі
2000
- Гала-концерт артистів балету в Греції — з Андрієм Євдокимовим виконала па де де з балету «Корсар» А. Адана (хореографія М. Петіпа).

2003
- Фестиваль артистів Большого театру, Данського королівського балету та Американського Балетного театру, який пройшов на сцені Кеннеді центру у Вашингтоні. Танцювала «Бачення троянди» на музику К. м. фон Вебера (хореографія М. Фокіна, партнер Геннадій Янін).
- Гала-концерт в рамках проекту «Зірки XXI століття» в Торонто (партнер Дмитро Гуданов)
- Головна партія в балеті Анатолія Ємельянова «Ромео і Джульєтта» на музику П. Чайковського (партнер Олександр Волчков) у рамках гастролей театру «Корона російського балету» в Мексиці.

2004
- «Тарантела» (хореографія Дж. Баланчина) на Міжнародному фестивалі «Зірки білих ночей» в Санкт-Петербурзі.
- Па де де Чайковського (хореографія Дж. Баланчина) в акції «Ніч відкритих музеїв» в Берліні в посольстві Росії в Німеччині .

2005
- Партія Принцеси Аврори у балеті «Спляча красуня» у складі трупи театру «Російський балет» (гастролі в Мексиці) .

2006
- Гала-концерт Міжнародного фестивалю класичного балету імені Рудольфа Нурієва в Казані (па де де з балету «Сильфіда», монолог Фригії і адажіо зі «Спартаком» з балету «Спартак», Танго Марго і Месьє Жака з балету «Золота доба»), а також виконала партію Принцеси Флорини в балеті «Спляча красуня» з балетною трупою театру імені Джаліля.

2011
- Одетта-Одиллія і Жизель під час гастролей «Російського балету» в м. Дубліні (Ірландія).
- партія Мірей де Пуатьє («Полум'я Парижа» Б. Асаф'єва в постановці А. Ратманського з використанням хореографії В. Вайнонена) під час гастролей трупи Большого театру в Парижі (Антуан Містраль — Артем Овчаренко)[9].
- Партія Сванільди в балеті «Коппелія» Казанський фестиваль імені Нурєєва.

## Відеографія
- 1997 — «Жізель» А. Адана (Па д'аксьон)
- 2000 — «Дон Кіхот» Л. Мінкуса — Амур
- 2001 — «Баядерка» Л. Мінкуса — Джампе
- 2008 — «Уляна Лопаткіна і зірки російського балету» (телеверсія концерту, канал «Культура»); «Спартак» (Фрігія, Спартак — Карлос Акоста)
- 2010 — «Полум'я Парижа» (Аделіна); «Великий балет: Лускунчик» (Маша)
- 2011 — «Спляча красуня» (принцеса Флоріна)
- 2012 — «Корсар» (Гюльнара); «Донька фараона» (Рамзея)